# Thomas Thomassen
Thomas Christian Thomassen, född 19 november 1878 i Tønsberg, död 7 januari 1962 i Oslo, var en norsk skådespelare, regissör och teaterchef.
Thomassen var son till bagare Thomas Marthinius Thomassen (1845–1925) och Laura Christine Thoresen (1847–1931). Efter middelskoleexamen skickades Thomassen till Köpenhamn som konditorlärling. Intresset för teatern tog dock överhanden och han debuterade som skådespelare på Centralteatret år 1900 som Harun al Raschid i Tusen och en natt.
Han stannade vid Centralteatret i sjutton år och engagerades därefter vid Nationaltheatret. Där stannade han emellertid endast ett år och blev 1918 teaterchef för Stavanger Faste Scene. Han verkade där också som skådespelare i roller som Beverly i Barton-mysteriet och titelrollen i John Gabriel Borkman. Han regisserade även Lev Tolstojs Det levande liket, Maksim Gorkijs Natasylet och Henrik Ibsens Peer Gynt. Mellan 1921 och 1925 engagerades han åter vid Nationaltheatret som skådespelare och regissör. Åren 1925–1931 var han teaterchef vid Den Nationale Scene där han kom att göra sig bemärkt som förnyare av den norska teatern genom att lyfta fram nyare norsk dramatik av Nordahl Grieg, Helge Krog och Stein Bugge. Han hjälpte även fram unga skådespelare som Tore Segelcke, Odd Frogg, Georg Løkkeberg och Rønnaug Alten till deras första större teaterroller. År 1929 regisserade han August Strindbergs Dödsdansen och spelade även rollen som kaptenen. Föreställningen blev en stor framgång.
Under en kort övergångsperiod 1931–1932 var han teaterchef för Det Nye Teater och verkade därefter som skådespelare vid samma teater fram till 1945. Han gjorde sig där bemärkt som karaktärsskådespelare.
Vid sidan av teatern var Thomassen filmskådespelare. Han debuterade 1933 i Jeppe på bjerget och medverkade i sex filmer 1933–1943.
Thomassen var från 1904 gift med skådespelaren Ingebjørg Klafstad.

## Filmografi
- 1933 – Jeppe på bjerget
- 1939 – Familien på Borgan
- 1940 – Tørres Snørtevold
- 1941 – Den kärleken, den kärleken!
- 1942 – Nordlandets våghals
- 1943 – Vigdis